# Openfunds
openfunds ist ein eingetragener Verein mit Sitz in Zürich, der einen globalen Standard für Fondsdaten pflegt. Der Standard selbst untersteht einer Creative Commons Lizenz (Creative Commons Attribution-NoDerivatives 4.0 International Licence; CC BY-ND 4.0) und ist damit «open content».
Der von der Non-Profit-Initiative entwickelte openfunds Daten-Standard soll einen maschinellen und effizienten Austausch von Fondsdaten ermöglichen. Dazu werden in der aktuellen Version 1.30.1 über 1'800 einzelne Datenfelder genau spezifiziert und mit einer Kennnummer, der sogenannten openfunds-ID eindeutig bezeichnet.
Die openfunds-Initiative wurde 2015 ins Leben gerufen. Im Januar 2017 wurde der openfunds Verein von UBS AG, Credit Suisse AG, Bank Julius Bär & Co. AG und der fundinfo AG gegründet.